# زمردماهی کوکو
زمردماهی کوکو (نام علمی: Labrus mixtus) نام یک گونه از تیره زمردماهیان است.